# ジェーラ・ラーリオ
ジェーラ・ラーリオ（伊: Gera Lario）は、イタリア共和国ロンバルディア州コモ県にある、人口約1,100人の基礎自治体（コムーネ）。

## 地理

### 位置・広がり
コモ県北東部のコムーネ。県都コモから北北東へ46kmの距離にある。

#### 隣接コムーネ
隣接するコムーネは以下の通り。LCはレッコ県、SOはソンドリオ県所属。
- コーリコ (LC)
- ドゥビーノ (SO)
- モンテメッツォ
- ピアンテード (SO)
- ソーリコ
- トレッツォーネ
- ヴェルカーナ

### 地勢・地形
- 湖沼：コモ湖
- 河川：アッダ川

### 地震分類
イタリアの地震リスク階級 (it) では、4 に分類される
。

## 行政

### 山岳部共同体
広域行政組織である山岳部共同体「ヴァッリ・デル・ラーリオ・エ・デル・チェレージオ山岳部共同体」 (it:Comunità montana Valli del Lario e del Ceresio) （事務所所在地: グラヴェドーナ・エドゥニーティ）を構成するコムーネの一つである。

### 分離集落
ジェーラ・ラーリオには、以下の分離集落（フラツィオーネ）がある。
- Sant'Agata, Trivio Fuentes, Pontaccio, Ponte del Passo, Cinque case

## 自然・環境
ピアン・ディ・スパーニャおよびメッツォーラ湖にかけては自然保護区 (it:Riserva naturale Pian di Spagna e Lago di Mezzola) になっており、ラムサール条約の定める「国際的に重要な湿地」に登録されている。ソーリコおよびイタリアのラムサール条約登録地一覧も参照。